# Diversidad sexual en Panamá
Las personas del colectivo LGBTI+ en Panamá se enfrenta a ciertos desafíos legales y sociales no experimentados por otros residentes.Las relaciones sexuales consensuales entre personas del mismo sexo fueron despenalizadas en 2008, sin embargo, la diversidad sexual aun es un tema tabú en la sociedad panameña, la cual es mayormente conservadora, por lo tanto, aun persiste la violencia, la discriminación y la persecución de las personas LGBTI+ en el país.

## Historia
La historia LGBT en Panamá refleja un recorrido complejo, marcado por represión y resistencia. Durante el período colonial, las prácticas sexuales y de género diverso entre los pueblos indígenas fueron severamente castigadas bajo la influencia de los colonizadores europeos. Vasco Núñez de Balboa, por ejemplo, ordenó la ejecución de nativos travestis mediante el uso de perros, lo que constituye el primer registro conocido de castigo por sodomía en el continente americano. La llegada de los colonizadores impuso una visión binaria de género que marginó y reprimió las identidades diversas, como la figura mitológica de Wigudun en la cultura guna, que simbolizaba la aceptación de cualidades tanto masculinas como femeninas.
En el siglo XX, la presencia militar estadounidense en Panamá desde 1903 hasta 1999 trajo consigo un contexto de represión y simultánea visibilidad de la diversidad sexual. Durante este tiempo, las bases militares estadounidenses se convirtieron en centros de una subcultura gay y de prostitución. Joaquín Beleño documentó en su obra literaria cómo se percibía a los homosexuales en estas instituciones, mientras que el Dr. Donoghue destacó cómo la policía y los militares estadounidenses fabricaban identidades sexuales para controlar la zona. A pesar de la represión, la literatura local empezó a reflejar la existencia y complejidad de las identidades LGBT, como en el caso de la novela El ahogado de Tristán Solarte.
Durante los regímenes militares en Panamá (1968-1989), la represión se intensificó, con la persecución de opositores políticos y de la comunidad LGBT. Las personas detenidas enfrentaron abusos severos, incluyendo violaciones. La dictadura de Manuel Noriega, aunque conocida por su represión, también mantenía secretos sobre su propia bisexualidad y la de sus asociados. A pesar de la brutalidad del régimen, lugares como el bar La Madrid ofrecieron un refugio para personas LGBT y otros grupos marginados, proporcionando un espacio de alivio en medio de la opresión.
En la década de 1990, Panamá experimentó avances significativos en la visibilidad y organización de la comunidad LGBT. La fundación de la Asociación Hombres y Mujeres Nuevos de Panamá en 1996 y el permiso para que personas LGBT marcharan durante el Carnaval en 1998 marcaron hitos importantes. La literatura también avanzó con obras como De mangos y albaricoques de Javier Stanziola, que abordó temas LGBT y ganó el Concurso Nacional de Literatura Ricardo Miró.
El siglo XXI trajo avances y desafíos para la comunidad LGBT en Panamá. En 2001, la Asociación Hombres y Mujeres Nuevos de Panamá obtuvo reconocimiento oficial, lo que fortaleció el activismo LGBT. La primera Marcha del Orgullo LGBT de Ciudad de Panamá en 2004 y el decreto que despenalizó la homosexualidad en 2008 fueron hitos importantes. Además, en 2008, se registró una unión civil entre personas del mismo sexo, un paso significativo hacia el reconocimiento legal.
Durante la década de 2010, el activismo LGBT continuó ganando terreno, con eventos como la besatón en 2011 y la participación de la primera dama en la Marcha del Orgullo en 2017. Sin embargo, también hubo retrocesos, como el intento de reforma constitucional para prohibir el matrimonio entre personas del mismo sexo en 2019, que fue finalmente suspendido debido a la presión social.
En la década de 2020, la Corte Suprema de Justicia de Panamá declaró que la prohibición del matrimonio entre personas del mismo sexo no era inconstitucional, lo que provocó críticas y llamados internacionales para garantizar los derechos de las parejas del mismo sexo. A pesar de los esfuerzos por visibilizar y celebrar la diversidad sexual, como la boda masiva simbólica anunciada en 2023, la oposición conservadora y las amenazas de violencia reflejaron los desafíos persistentes hacia una igualdad plena para personas LGBT en Panamá.

## Legislación y derechos

### Despenalización de la homosexualidad
La despenalización de la homosexualidad en Panamá ocurrió el 31 de julio de 2008, cuando entró en vigencia el Decreto Ejecutivo No.332, el cual derogó el artículo 12 del Decreto 149 (aprobado en mayo de 1949), el cual penalizaba las relaciones sexuales entre personas del mismo sexo. La edad de consentimiento sexual en Panamá es de 14 años, sin importar la orientación sexual.

### Reconocimiento de las parejas del mismo sexo
No existe ningún tipo de reconocimiento hacia las parejas conformadas por personas del mismo sexo en forma de matrimonio o de unión civil en Panamá, por ende, el Estado panameño no reconoce a la familia homoparental. En 2004, el parlamento rechazó una propuesta de ley de uniones civiles, principalmente debido a la presión de la Iglesia católica sobre el gobierno panameño.
En marzo de 2023, la Corte Suprema de Justicia de Panamá (CSJ) declaró que no era inconstitucional un artículo del Código de familia que prohíbe el matrimonio entre personas del mismo sexo, avalando así la constitucionalidad del artículo 26 del Código de familia, que establece que el matrimonio debe ser "entre un hombre y una mujer". En el fallo, la corte también afirmó que no es inconstitucional una disposición del Código de Derecho Internacional Privado de la República, que “prohíbe el matrimonio entre individuos del mismo sexo”.

### Adopción
El artículo 55 de la Ley General de Adopciones establece que la adopción conjunta será constituida cuando las personas solicitantes sean cónyuges o convivientes en unión de hecho y de distinto sexo.

### Leyes y medidas antidiscriminación
No existen disposiciones legales que prohíban la discriminación en términos amplios por motivos de orientación sexual o identidad y expresión de género en áreas como en el acceso al empleo, la educación, los servicios de salud, el acceso a la justicia o la vivienda, entre otros. La Ley 7 que Adopta medidas para prevenir, prohibir y sancionar actos discriminatorios, vigente desde 2018, no incluye protecciones legales explicíticas para las personas LGBT.
Sin embargo, existen disposiciones legales en leyes sectoriales específicas que mencionan de forma expliçita la orientación sexual y la identidad de género como categoría protegida contra la discriminación:
- Ley 6 que Que dicta normas para la transparencia en la gestión pública, establece la acción de Hábeas Data y dicta otras disposiciones (2002), establece la orientación sexual como información confidencial, la cual no podrá ser divulgada bajo ninguna circunstancia por agentes del Estado.[30]
- Ley 16 que Regula el derecho de admisión en los establecimientos públicos y establece medidas para evitar la discriminación (2002), prohíbe la discriminación basada en la orientación sexual.[31]
- Ley 12 que Regula la actividad de seguros y dicta otras disposiciones (2012), establece que se entiende como información confidencial la orientación sexual del contratante o asegurado.[32]
- Ley 6 que Crea el Mecanismo Nacional para la Prevención de la Tortura y otros Tratos o Penas Crueles, Inhumanos o Degradantes (2017), establece que se entiende como información confidencial todo tipo de datos e información que tenga relevancia con respecto a los datos médicos y psicológicos de las personas, la vida íntima de los particulares, incluyendo su identidad de género u orientación sexual.[33]
- Ley 81 sobre Protección de Datos Personales (2019), se consideran sensibles los datos personales que puedan revelar aspectos relativos a la preferencia u orientación sexual.[34]

#### Donación de sangre
Con respecto a la donación de sangre, la Resolución 374 del Ministerio de Salud (emitida en septiembre de 2001), impide que las personas LGBTI+ puedan donar sangre.En enero de 2023, el diputado Gabriel Silva presentó el anteproyecto de Ley 172, con el cual se busca eliminar la prohibición y permitir que las personas LGBTI+ puedan donar sangre, sin embargo, el anteproyecto de ley se encuentra estancado en la asamblea.

### Leyes sobre crímenes de odio e incitación al odio
En la actualidad, el código penal panameño no criminaliza de ninguna forma las amenazas, los crímenes de odio o la incitación al odio si estos fuesen motivados por la orientación sexual o la identidad y expresión de género, de igual forma, tampoco se criminaliza el discurso de odio.

### Identidad y expresión de género
La Ley del Registro Civil, (Ley No.31) (2006) establece la posibilidad de cambiar el nombre. Sin embargo, esta no es una normativa específica para personas trans. Según se ha reportado localmente, en la práctica se han documentado casos de personas trans que han logrado cambiar su nombre de pila al menos desde 2016. Aun así, las autoridades requieren que las personas solicitantes se sometan a un examen por parte de un médico forense. También se ha reportado que en algunos casos los solicitantes han debido demostrar que han utilizado el nombre solicitado durante cinco años consecutivos.
Por otra parte, en Panamá no existe normativa que regule de manera específica el cambio de marcador de género. La Ley del Registro Civil (Ley No.31) establece en su artículo 121 que, para la corrección del marcador del sexo en las inscripciones de nacimientos, la solicitud debe ser acompañada del “certificado expedido por médico forense que determine el sexo que le corresponde al titular”. Bajo los artículos 11 y 12 de la ley se establece la posibilidad de rectificar inscripciones, incluyendo la “corrección” del sexo. Por su parte, el artículo 121 determina que la Dirección Nacional del Registro Civil ordenará la “corrección del sexo” en las inscripciones de nacimientos, con base en la solicitud de la parte interesada, la que será acompañada de un “certificado expedido por médico forense que determine el sexo que le corresponde al titular”.
En 2015, la delegación del Estado Panameño ante la Organización de los Estados Americanos, explicó en audiencia pública ante la Comisión Interamericana de Derechos Humanos (CIDH) que en la práctica esto implica seguir un proceso que debe iniciarse con la presentación de la solicitud por parte de la persona interesada y la acreditación de haberse sometido a una cirugía de afirmación de género. Asimismo, se requiere un examen médico llevado a cabo por un médico del Instituto de Medicina Legal de Panamá.

### Fuerzas públicas
El artículo 133 del Reglamento de Disciplina de la Policía Nacional considera como faltas gravísimas de conducta practicar el lesbianismo y homosexualismo.

## Condiciones sociales

### Sociedad
En Panamá, la sociedad está dividida en su actitud hacia los derechos LGBTIQ+. Un grupo diverso, que incluye a organizaciones LGBT, jóvenes, familias, empresas, embajadas e instituciones internacionales, apoya la inclusión y el respeto hacia las personas LGBTIQ+, promoviendo un ambiente de aceptación y valoración. Por otro lado, un sector más reducido, compuesto principalmente por grupos conservadores y religiosos, se opone a estos derechos. A pesar de que algunas personas conservadoras y religiosas apoyan el respeto y la no violencia, instituciones como la policía y la Corte Suprema han demostrado una fuerte oposición a los derechos LGBTIQ+. Este contexto ha llevado a una situación en la que las denuncias de acoso y violencia hacia personas LGBTIQ+ a menudo no reciben la respuesta adecuada de las autoridades.
Panamá sirve como país de refugio para jóvenes homosexuales de países del resto de Centroamérica donde la situación es más complicada como El Salvador, Honduras, Guatemala y Belice. En Panamá no existe ningún tipo de ley que ampare a alguien del colectivo LGBTIQ+ por discriminación alguna. Aunque aún existe discriminación a diario y de una manera institucionalizada por las diferentes iglesias y grupos “pro-familia”, está aún pendiente un proyecto de ley para modificar el código penal para criminalizar todo tipo de actos discriminatorios hacia este colectivo.
Ciudad de Panamá, es considerada un destino "gayfriendly", ya que cuenta con gran cantidad de bares, centros de recreación y discotecas de ambiente LGBTI.

### Terapias de conversión sexual
Los Esfuerzos para Corregir la Orientación Sexual e Identidad de Género (también conocidas como 'ECOSIG') es el nombre con el que se conoce a una serie de métodos pseudocientíficos que tienen como objetivo cambiar o alterar la orientación sexual o la identidad de género de personas LGBTI+ (lesbianas, gais, bisexuales y transexuales). A pesar de que la Organización Mundial de la Salud eliminó en 1990 a la homosexualidad de la lista de enfermedades mentales y a la transexualidad en 2018, hoy en día aun existen diversas organizaciones religiosas las cuales siguen impartiendo este tipo de "terapias" en todo el mundo.
No hay estudios científicos metodológicamente válidos que demuestren que la terapia de conversión en cualquier forma sea efectiva. La evidencia internacional ha concluido que no hay pruebas sólidas de que las personas puedan reducir las atracciones hacia el mismo sexo o aumentar las atracciones hacia otros sexos a través los esfuerzos de cambio de orientación sexual. Por el contrario, las investigaciones que han estudiado a personas que se han sometido a estas prácticas, describen graves efectos en su salud mental tales como episodios de severa ansiedad, síndromes depresivos, aislamiento social, disfunción sexual y pensamientos suicidas. Las víctimas de las terapias de conversión también suelen ser sometidas a los dogmas de consejeros espirituales y a programas para curarse de su 'condición'. Estos programas pueden incluir calumnias homófobas, palizas, encadenamientos, privación de alimento e incluso exorcismos. En la actualidad, los ECOSIG no son criminalizadas en Panamá, ni en ningún otro país de la región Centroamericana. No obstante, Panamá cuenta desde el 2023 con la ley de salud mental que funciona como un recurso legal que abre las posibilidades de prohibir los ECOSIG.

## Asociaciones, organizaciones y redes LGBTI+
En Panamá, las asociaciones, organizaciones y redes LGBTI+ desempeñan un rol esencial en la defensa de los derechos y la promoción de la salud dentro de la comunidad. Entidades como la Asociación Hombres y Mujeres Nuevos de Panamá (AHMNP), la Asociación Panameña de Personas Trans (APPT) y la Asociación Viviendo Positivamente se especializan en la prevención del VIH, el apoyo a personas trans y la defensa de los derechos humanos.
Además, organizaciones como Convive Panamá, Fundación Iguales y Hombres Trans Panamá trabajan en el empoderamiento y la educación en torno a la orientación sexual e identidad de género, promoviendo una sociedad más inclusiva. 
En el ámbito regional, Panamá forma parte de la Red de Colectivos Americanos de Hombres Trans+ (REDCAHT+) y la Red Centroamericana de Personas con VIH (REDCA+) que unen esfuerzos para combatir la discriminación y mejorar el acceso a la salud, subrayando la importancia de estas iniciativas en contextos donde los recursos y la atención a la comunidad LGBTI+ son escasos.

## Cultura
La cultura LGBT en Panamá ha ido ganando visibilidad en los últimos años, especialmente a través del cine, la literatura y la televisión. Desde la década de 2010, el cine ha abordado temáticas LGBT con cortometrajes como Los Agustines (2013) y Vuelve al mar (2018), y películas como Todos cambiamos (2019) que, aunque generaron controversia, fueron bien recibidas internacionalmente. Además, el Festival Internacional de Cine LGBT, que se celebra desde 2007, ha sido un espacio crucial para visibilizar las realidades de la comunidad.
En la literatura, aunque la producción LGBT ha sido limitada debido a prejuicios sociales, ha habido avances notables, como la obra De parte interesada (1972) de Agustín Del Rosario. En el ámbito televisivo, la diversidad sexual se ha representado principalmente a través de personajes estereotipados interpretados por actores heterosexuales, aunque figuras abiertamente LGBT como Franklyn Robinson y Wendy Jaramillo han tenido presencia en la pantalla.
El transformismo también tiene una tradición en Panamá, con destacadas drag queens como Serena ChaCha y Xunami Muse, quienes han logrado reconocimiento internacional tras participar en RuPaul's Drag Race. Por otro lado, la relación entre la religión y la comunidad LGBT sigue siendo tensa, con una fuerte oposición de la Iglesia Católica al matrimonio igualitario. Además, en la música, algunas canciones han sido criticadas por promover mensajes homofóbicos,
mientras que en el deporte, el boxeador Panamá Al Brown se destaca como un pionero en su especialidad, y al desafiar barreras raciales y homofóbicas de su época.

## Eventos

### Marchas
La Marcha del Orgullo LGBTI+ de Panamá es considerada por tener el segundo mejor Marcha del Orgullo de Centroamérica. La primera marcha del Orgullo en Panamá se realizó en 2003, cuando solo asistieron 60 personas, sin ningún incidente. En 2005, se realizó otra marcha de la diversidad en la Ciudad de Panamá, donde asistieron 100 personas. En 2011, ocurrió la primera marcha del orgullo LGBTI a nivel masivo en la Ciudad de Panamá, donde asistieron alrededor de 2000 personas. En el 2017, la marcha se efectuó en la Cinta Costera de la Ciudad de Panamá, asistieron alrededor de 5000 personas y finalizó con un festival de música. En esta marcha de 2017, la abanderada fue la ex primera dama de la República, Lorena Castillo de Varela. En el 2018, el World Pride Panamá anunció que la marcha se realizaría en el Casco Antiguo de la capital panameña, y que además contaría con la participación de artistas nacionales como Samy y Sandra Sandoval, Kenny Man. Asistieron 6000 personas. En el 2019, el Pride Panamá se realiza nuevamente en el Casco Antiguo. La cual llegó a duplicar la cantidad de participantes con respecto al año anterior, contando con más de 12 000 participantes. En el 2022, el Pride de Panamá se realizó en Vía Argentina de Panamá, dónde tuvo una participación de 13 000 personas.